# پریکو مانولا
پریکو مانولا (فنلاندی: Pirkko Mannola؛ زادهٔ ۲۷ دسامبر ۱۹۳۸) بازیگر و خواننده اهل فنلاند است.
از فیلم‌هایی که وی در آن‌ها نقش داشته‌است، می‌توان به هلسینکی اشاره نمود.